# Trouillas
Trouillas (Catalaans: Trullars) is een gemeente in het Franse departement Pyrénées-Orientales (regio Occitanie). De plaats maakt deel uit van het arrondissement Perpignan. telde op 1 januari 2022 2.291 inwoners.

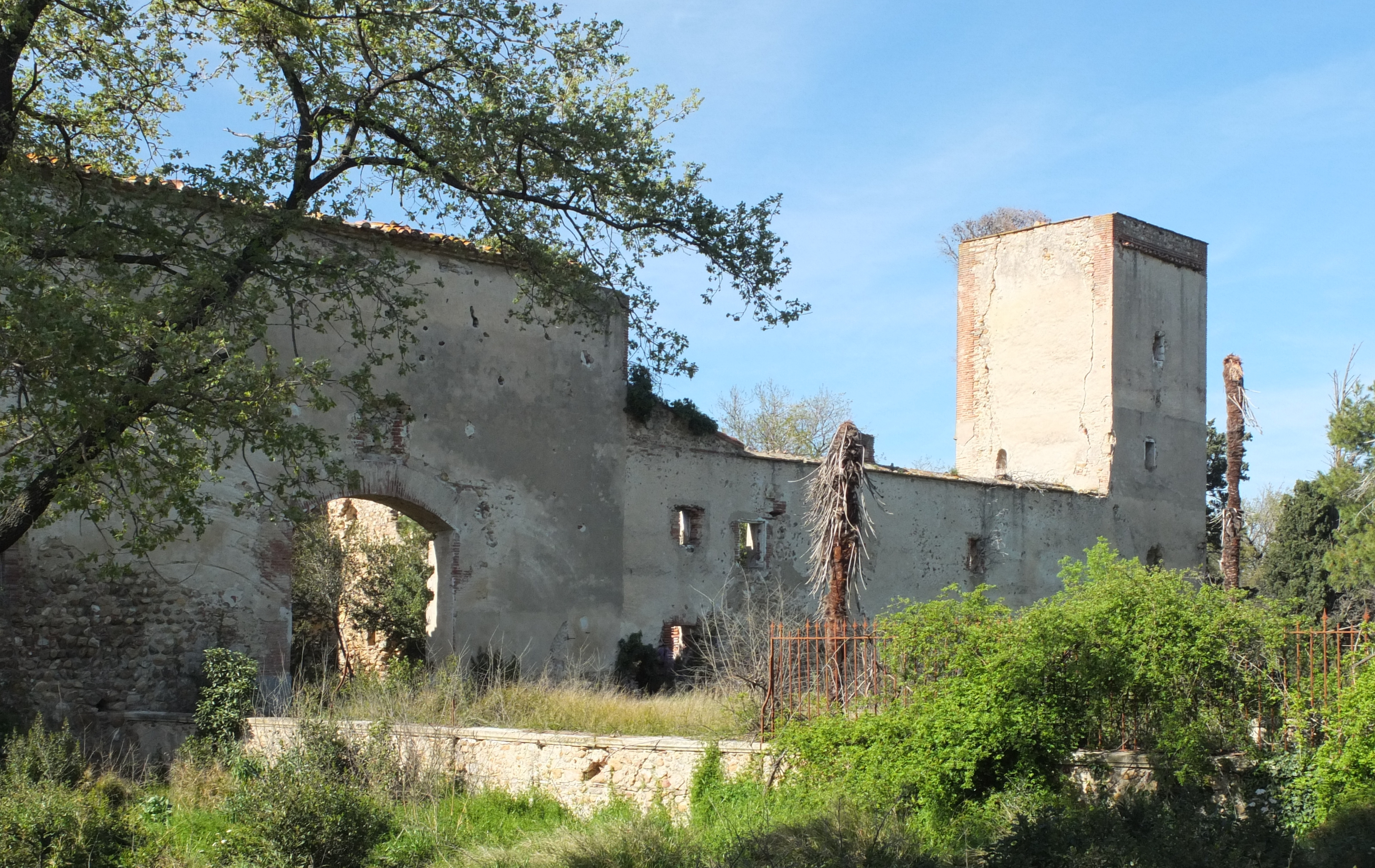
Ruïnes van de Commanderij Masdéu

In de middeleeuwen was het een belangrijk centrum van de Orde van Sint-Jan met de Commanderij Masdéu, als hoofdklooster van het graafschap Rosselló, waarvan tot op heden de ruïnes overgebleven zijn. Het graafschap werd in 1659 door Frankrijk geannexeerd.

## Geografie
De oppervlakte van Trouillas bedroeg op 1 januari 2022 17,01 vierkante kilometer; de bevolkingsdichtheid was toen 134,7 inwoners per km².

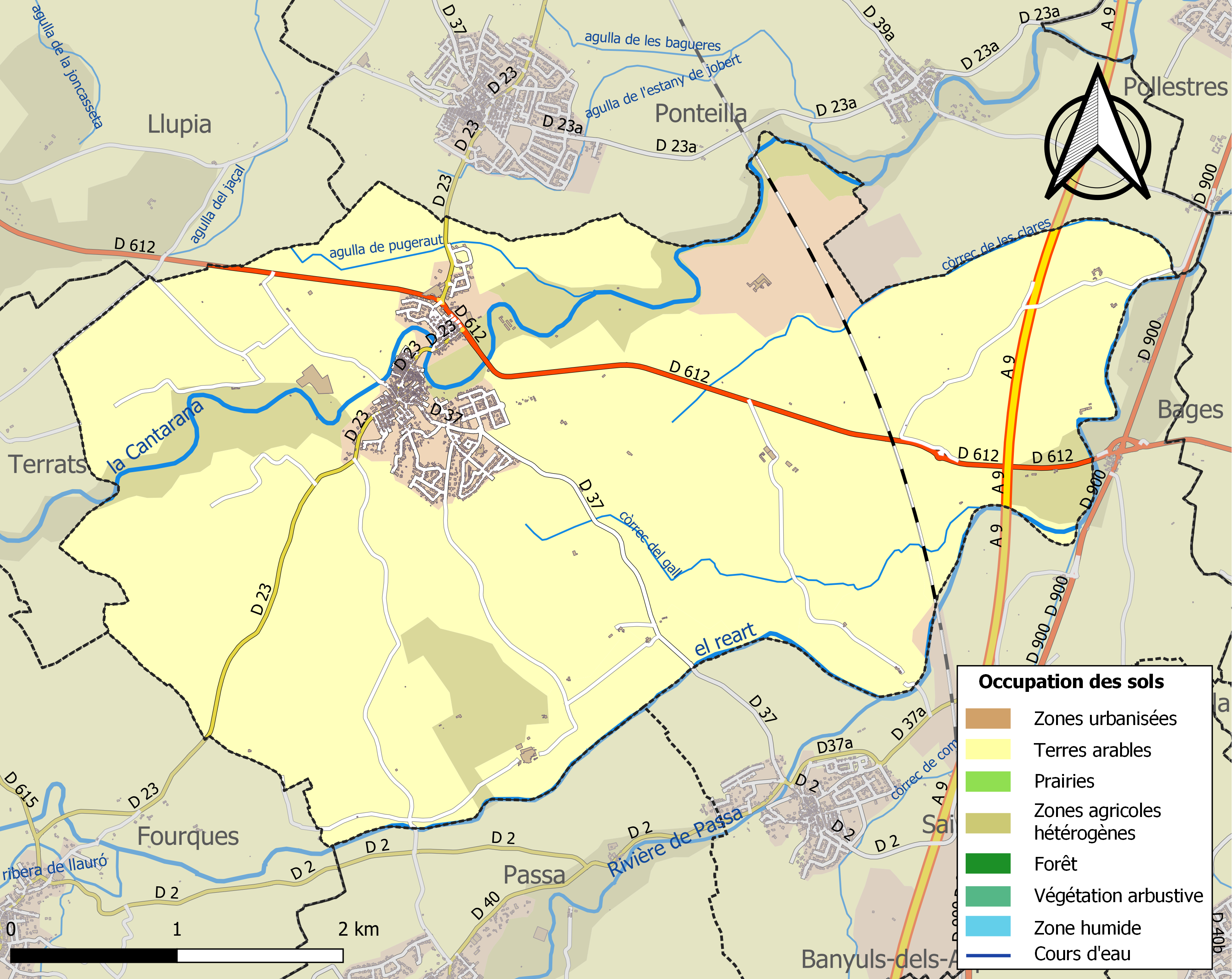
Kaart van de gemeente met de belangrijkste infrastructuur, bodemgebruik en omliggende gemeenten

## Demografie
Onderstaande figuur toont het verloop van het inwonertal (bron: INSEE-tellingen).